# Flämisches Recht
Mit dem Flämischen Recht (lateinisch ius flandricum, auch Holländerrecht) wurden die Sonderrechte der niederländischen Siedler und der von ihnen gegründeten Orte im Rahmen der frühesten Phase der Hochmittelalterlichen Ostsiedlung bestimmt.

## Entstehung und Merkmale
Im 11. und 12. Jahrhundert führte der starke Anteil niederländischer Bauern an den Siedlerströmen dazu, dass das Neusiedlerrecht in der Altmark, in Brandenburg und Sachsen weitgehend von dieser Gruppe mit ihrer langen Erfahrung im Siedlungswesen bestimmt wurde und stellenweise sogar ausdrücklich vom ius flandericum die Rede war. Die rechtliche Stellung dieser Ansiedler war daher dadurch gekennzeichnet, dass die grundherrschaftliche Bindung relativ locker war, die Bauern über gute Besitzrechte am Land verfügten und die Feudallasten im Vergleich mit anderen zeitgenössischen Stadtrechtsformen vergleichsweise gering waren. So wurden sie von Leibeigenschaft und Herrendiensten befreit und es wurde ihnen der freie Verkauf der Güter gestattet.
Im Gegensatz zu dem Magdeburgischen Recht waren beim flämischen Recht sowohl die männlichen als auch die weiblichen Nachkommen und Seitenverwandten erbberechtigt. Das spätere Kulmer Recht entstand in großen Zügen aus dem flämischen Recht.